# Simaetha cingulata
Simaetha cingulata là một loài nhện trong họ Salticidae.
Loài này thuộc chi Simaetha. Simaetha cingulata được Ferdinand Karsch miêu tả năm 1891.